# Asiosilis cochleata
Asiosilis cochleata es una especie de coleóptero de la familia Cantharidae.

## Distribución geográfica
Habita en la India.